# J. R. Valentin
J. R. Valentin (né en 1982 sur l'île de Cebu, dans la région des Visayas centrales, aux Philippines) est un acteur philippin.

## Biographie
J. R. Valentin incarne Victor, un policier, dans L'Éveil de Maximo Oliveros (2005) d'Auraeus Solito.

## Filmographie

### Cinéma
- 2004 : Bridal Shower de Jeffrey Jeturian : Juancho (en tant que Juancho Valentino)
- 2005 : Ako legal wife: Mano po 4? : Alex
- 2005 : Hari ng sablay: Isang tama, sampung mali : Dennis
- 2005 : L'Éveil de Maximo Oliveros d'Auraeus Solito : Victor Perez
- 2006 : D' Lucky Ones! : Ralph
- 2006 : Seroks : Drunk Man
- 2007 : Desperadas : Nick
- 2007 : Sinungaling na buwan

### Télévision

#### Séries télévisées
- 2006-2007 : Komiks : Balmonte